# Almida de Val
Almida de Val (født 12. september 1997) er en svensk curlingspiller .
Hun repræsenterede Sverige under vinter-OL 2022 i Beijing, hvor hun tog bronze i mix par.